# ویکی‌سفر
ویکی‌سفر (به انگلیسی: Wikivoyage) یکی از پروژه‌های تازه‌تأسیس بنیاد ویکی‌مدیا است که اطلاعات اولیهٔ آن بر پایهٔ اطلاعات موجود در ویکی‌تراول درون‌ریزی شده است و در شروع کار با ۱۰ زبانِ فارسی، انگلیسی، هلندی، فرانسوی، آلمانی، ایتالیایی، پرتغالی، روسی، اسپانیایی و سوئدی پایه‌گذاری شده است.
پس از این‌که در سال ۲۰۰۶ شرکت آمریکایی Internet Brands اقدام به خرید ویکی‌تراول و تبلیغات در آن کرد، اکثر پدیدآورندگان و مشارکت‌کنندگانش آن را ترک کردند و محتوا و مشارکت‌های خود را به ویکی‌سفر انتقال دادند.
ویکی‌سفر همچنین دارای نسخه‌های به زبان‌های یونانی، اسپانیایی، عبری، ایتالیایی، لهستانی، رومانیایی، اوکراینی، ویتنامیو چینی است.